# 힌두인

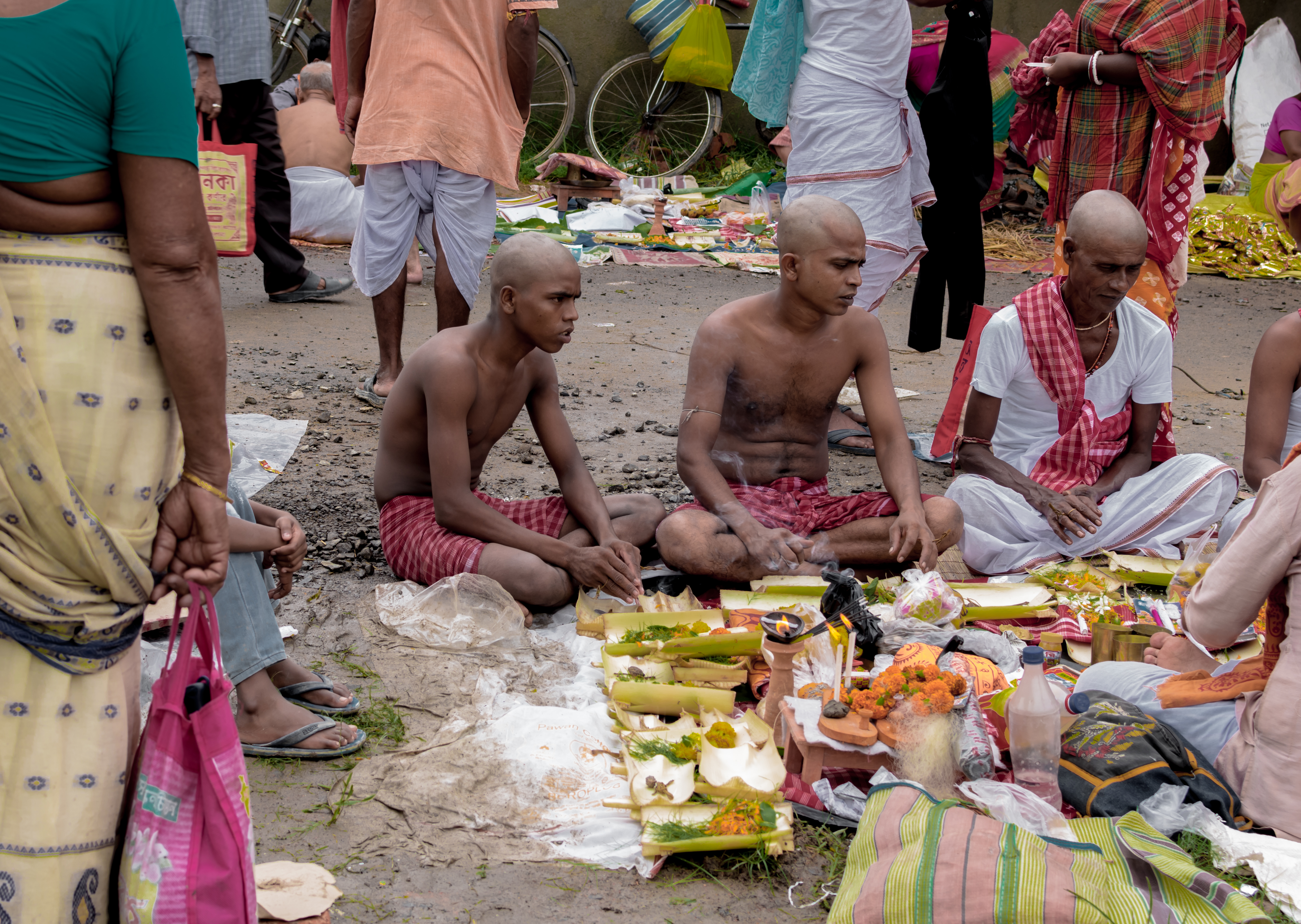

힌두인(힌디어: हिन्दू)은 힌두교도들의 총칭이다. 경우에 따라서는 힌두교 뿐만이 아니라 불교, 자이나교 등의 타 인도계 종교를 신봉하는 인도인들도 이 범주에 포함된다.

## 같이 보기
- 힌두교의 역사
- 힌두력